# Rue Clauzel
Pour les articles homonymes, voir Clauzel et Rue Bertrand-Clauzel.
La rue Clauzel est une voie du 9e arrondissement de Paris, en France.

## Situation et accès

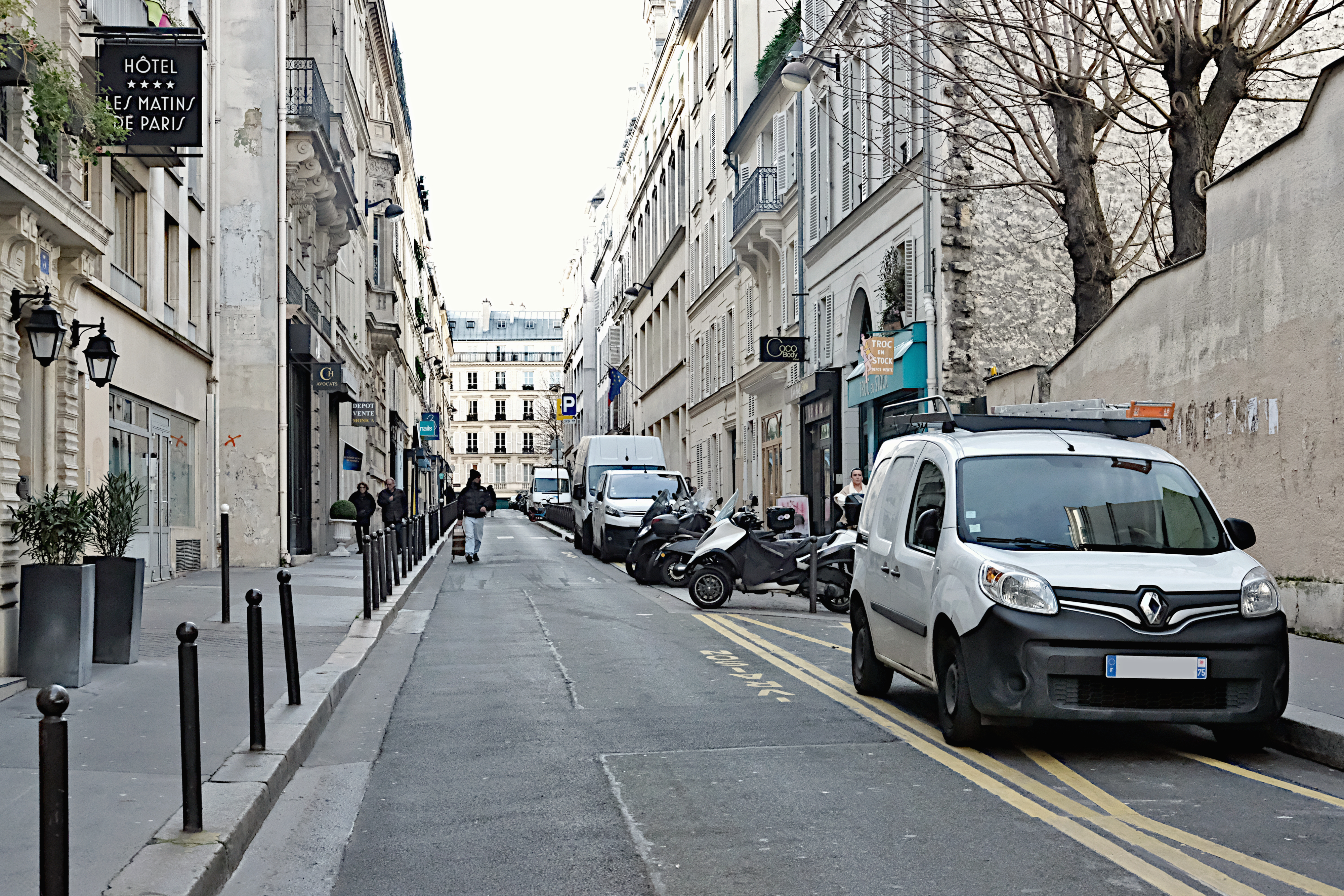
La rue Clauzel vue depuis la rue des Martyrs.

La rue Clauzel est une voie publique située dans le 9e arrondissement de Paris. Elle débute au 33, rue des Martyrs et se termine au 2, place Gustave-Toudouze.

## Origine du nom
Anciennement « rue Neuve-Bréda », de 1830 à 1864. Elle est nommée en hommage à Bertrand Clauzel (1772-1842), le 24 août 1864.

## Historique
Cette rue est ouverte par ordonnance du 21 avril 1830 qui avait autorisé le sieur Bréda à convertir le passage qui portait son nom en deux rues (actuellement rues Henry-Monnier et Clauzel) formant à leur jonction une place triangulaire (actuellement place Gustave-Toudouze) :
« Charles, etc., 
vu le plan de deux rues et d'une place publique projetées par le sieur Bréda, pour remplacer le passage de ce nom, dans notre bonne ville de Paris ;
vu le consentement souscrit par le sieur Bréda et par ses co-intéressés aux conditions indiquées dans la délibération du Conseil municipal du 17 décembre 1829 ;
vu la dite délibération et l'avis du préfet du département ; 
notre Conseil d'État entendu, nous avons ordonné et ordonnons ce qui suit :
- Article 1 : le sieur Bréda est autorisé à convertir le passage qui porte son nom, dans notre bonne ville de Paris, en deux rues publiques, l'une de 11,69 mètres, l'autre de 9,75 mètres de largeur, formant à leur jonction une place triangulaire, conformément au plan ci-annexé ;
 le tout aux conditions indiquées dans la délibération du Conseil municipal du 17 décembre 1829.
- Article 1 : notre ministre secrétaire d’État de l'Intérieur est chargé de l'exécution de la présente ordonnance.

Donné au château des Tuileries, etc.
Signé : CHARLES. »

## Bâtiments remarquables et lieux de mémoire
- No 2 :  Prosper Marilhat (1811-1847) et Auguste Couder (1789-1873), demeurent à  cette adresse en 1844[2].
- No 3 : Ici se trouve en 1844 un serrurier nommé Lobin[2].
- No 6 : Léon Roger-Milès (1859-1928), avocat, historien, poète, journaliste et critique d'art français, vécut à cette adresse. Une plaque sur la façade de l'immeuble rappelle qu'ici vécurent à partir de 1972 Jean-Toussaint Desanti (Ajaccio 1914- Paris 2002), philosophe et l'écrivain Dominique Desanti (Moscou 1914-Paris. 2011), tous deux résistants. Une plaque sur la maison commémore l'événement.
- No 7 : immeuble construit par l'architecte J. Biehler. Dans les années 1840 se trouve ici la boutique de Nizeroll et Touffin (bois à brûler)[2].
- No 7 bis : bel immeuble de style classique, transformé en résidence autonomie EHPAD.
- No 7 ter : hôtel particulier construit en 1897 dans le style Renaissance. Une plaque située sur la façade de cet hôtel particulier indique que l'historien et philosophe François Châtelet (1925-1985) vécut à cette adresse de 1971 jusqu'à sa mort en 1985. Il fut historien de la philosophie. Il épousa Noëlle Jospin, sœur du premier ministre Lionel Jospin. Il fut l'initiateur avec Deleuze et Foucault 'élève de Desanti), du département de philosophie de l'Université de Vincennes.
- No 8 : ici demeurent le peintre d'histoire Eugène Lagier (1817-1892); Messieurs Delecour et Breton artistes peintres ; Desportes, serrurier en voitures vers 1844[2].
- No 8 bis : Aebersold, menuisier en voitures en 1844[2].
- No 9 : immeuble où vécut et mourut l'acteur Jules Mondos (1867-1932). Décédé en mai, son corps ne fut découvert qu'en septembre[3]. C'est à cette adresse que le Père Tanguy (1825-1894) transféra sa boutique en 1892 jusqu'à sa mort en 1894[4].
- No 10 : dans un pavillon de la cour habita le journaliste Charles Delescluze (1809-1871) ; monsieur Matzer, sellier-charron en 1844[2]. Le peintre Louis Anquetin (1861-1932 à une adresse ici.
- No 11 : ici demeura Alphonse Boudard (1925-2000), ancien résistant devenu délinquant, taulard, il découvrit la littérature en prison et devint romancier. On lui doit : La Métamorphose des cloportes.
- No 12 : le violoniste, compositeur et chef d'orchestre Théophile Tilmant (1799-1878) dit l'Aîné, qui fonda l'Orchestre de la Société des Concerts du Conservatoire, et qui fut également directeur du Théâtre-Italien en 1838 habita dans cette maison à cette époque[2]. Ainsi que Monsieur G. Herny, architecte vérificateur, sous-inspecteur des fêtes et cérémonies publiques 12 rue Neuve-Bréda[5],[2].
- No 13 : ici demeure en 1844 : Thibault, épicier ; Grémillon (E. E.), teneur de livres, Mlle Grémillon, professeur de piano[2].
- No 14 : une plaque rappelle qu'ici s'élevait la boutique du père Tanguy (1825-1894), marchand de couleurs pour peintre à partir de 1868. Il reçoit en plus en dépôt des tableaux de ses clients qu'il se charge de vendre. Parmi ceux-ci : le docteur Paul Gachet, Anquetin, Émile Bernard, Pissarro, Gauguin, Monet, Renoir, Van Gogh, Guillaumin, Toulouse Lautrec, Vignon, Cézanne, Russel, Signac. En 1892, il transfère sa boutique au N°9 de la rue. En 1844 il y avait ici parmi les habitants :monsieur Dewez, menuisier, le comte de Percy.
- No 15 : hôtel touristique des « 3 Poussins ». En 1844 se trouvait ici la boutique d'un horloger-bijoutier du nom de Duvernoy, ainsi que monsieur Saint-Estèves, contrôleur des contributions directes.
- No 16 : Arsène de Cey (1803-1887), auteur dramatique et romancier français, y habita et y mourut le 19 novembre 1887. Ici en 1844 se trouvait la salle de danse  Saint-Georges. Ouverte en 1843, elle ne figure plus à cette adresse en 1847[6]
- No 17 : c'est en réalité ici que Maupassant habita, au deuxième étage et demi côté rue Clauzel, et au 4e étage à cause de la déclivité sur le rue Laferrière, à l'arrière de l'immeuble. Il y avait dans cet immeuble un lupanar qui était réveillé par les coups de sonnette des clients qui se trompaient d'étage.
- No 18 : en 1844, on trouve ici deux marchands de vin : Berly ou Brely, et madame Mazelle. Monsieur Collin vérificateur, mais l'on ignore de quoi. Un professeur de piano monsieur Schell.
- No 19 : une plaque fut longtemps apposée sur la façade signalant que Guy de Maupassant habita dans cet immeuble, ce qui n'est pas la bonne adresse puisqu'il habita au 17. Achille Mélandri (1845-1905) habita ici, il y avait son atelier photographique était le lieu de rencontre de nombreux artistes et écrivains du quartier, on y rencontrait Coquelin Cadet, André Gill, Jules Jouy, Luigi Loir, Georges Lorin[7], en plus des personnalités qui venaient se faire photographier comme Sarah Bernhardt ou Pierre-Auguste Renoir. Il faisait partie des hydropathes d'Émile Goudeau. On y trouvait également en 1846 Paul Eugène Chrétien, boulanger, et sa femme Joséphine, lingère[8].
- No 21 : en 1844 loge à cette adresse Carmouche, homme de lettres.
- No 23 : ici un autre vérificateur monsieur Hzard en 1844, Lebeau peintre en bâtiments, et Bachelot propriétaire, ainsi que Briquelot docteur en médecine. Ici vécut et mourut le peintre Henri Grévedon (1776-1860), son épouse Aimée Marie Sophie Louise Devin et leurs quatre enfants[9]. Les parents du chanteur Johnny Hallyday y habitaient[10].
- No 24 : Ici habitèrent dans les années 1840,  Anne-Louise Hassassin-Longroy, épouse de Henri-François Riesener et leur fils Louis Antoine Léon Riesener (1808-1878), artiste peintre, cousin germain d'Eugène Delacroix[11].
- No 25 : en 1844, maître Dubrut avocat à la cour royale habite en ce lieu.
- No 27 : en 1844, maître Woldier avocat à la cour royale habite en ce lieu.
- No 29 : le peintre allemand  Alexander Friedrich Korner (1815-1859), vécut à cette adresse et servit de boîte à lettre en 1846, à Engels qui recevait du courrier de Karl Marx, et se savait surveillé. En 1844, on y rencontre madame Lesage : cabinet de lecture.
- Le peintre Théodore-Henri Mansson y vécut.